# Panjonio
El Panjonio —o Panionio— (griego antiguo Πανιώνιον, Paniônion) era el santuario central y punto de concentración de la  Liga Jónica. Estaba dedicado a Poseidón Heliconio y ubicado en la costa oeste de Anatolia, cerca de Esmirna.

## Historia

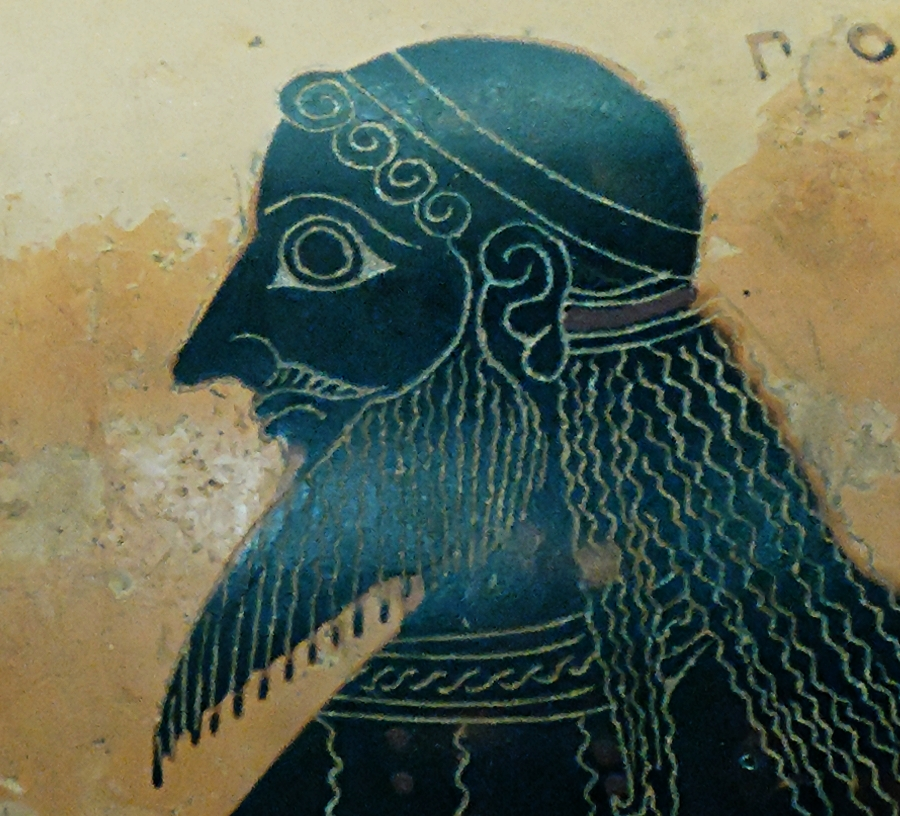
Cabeza de Poseidón (identificada por una inscripción), detalle de una escena representando a Atenea y Poseidón. Cara B de un ánfora ática de figuras negras, datada alrededor de 550–530 a. C., de Vulci, firmada por Pintor de Amasis.

La Liga Jónica estuvo formada, probablemente ya en el siglo VIII a. C., por doce ciudades jonias: Mileto, Miunte, Priene, Colofón, Lebedos, Teos, Clazómenas, Eritras, Focea y las islas de Quíos y Samos. A estos miembros originales se unió más tarde Esmirna, una antigua colonia eolia ulteriormente ocupada por los jonios de Colofón. Esto sucedió antes de la época de Heródoto (siglo V a. C.), pero se ignora exactamente cuándo.
Los jonios acudían de sus ciudades y utilizaban el santuario como lugar de reunión común. Celebraban un festival con juegos que bautizaron Panionias. Su posición exacta, conocida en la Antigüedad, se perdió con el tiempo. Recientemente han sido halladas dos localizaciones candidatas aunque la elección entre ambas aún no ha encontrado el necesario consenso.
Los jonios habían emigrado hacia el siglo X a. C. de la Grecia continental a Asia Menor, y habían fundado un número apreciable de polis (ciudades) importantes, convertidas en puertos, centros comerciales, y metrópolis de numerosas colonias, consiguiendo así prosperidad e influencia política. A mediados del siglo VII a. C., emprendieron una guerra por la posesión de la ciudad de Melia, en el territorio de los carios. Aunque la ciudad fue destruida, los jonios prosiguieron dando culto en el santuario que encontraron en la vecindad, en el monte Mícala, a unos 100 km al sur de Esmirna.
Homero cita en la Ilíada que sobre la cima ventosa del Mícala, el culto a Poseidón Heliconio consistía en sacrificios de toros. El toro, después del caballo, era uno de los animales favoritos de Poseidón. Y fue allí, en el emplazamiento del santuario cario, donde las ciudades de la Liga Jónica erigieron su santuario, el Panionio. Todas las ceremonias sagradas y las discusiones entre los embajadores de las ciudades jonias, los próbulos, tenían lugar en este recinto. Heródoto lo define así:

El Panionio es un terreno sagrado en la cara norte del Mícala, que ha sido consagrado a Poseidón Heliconio, por la voluntad colectiva de los jonios en el cabo Mícala situado al oeste, frente a la isla de Samos. Los jonios venían de sus ciudades y se reunían allí. Celebraban un festival bautizado como Panionias (plural de Panionio).

El santuario estaba bajo la custodia de la ciudad jónica de Priene, una de las doce ciudades de la Liga Jónica. Priene estaba a unos 15 km de la cara opuesta del monte Mícala. Sus habitantes administraban el santuario y presidían los sacrificios y rituales sagrados.
El Panionio era el lugar del festival religioso y de los juegos jonios —πανήγυϱις, panêgyris, o asamblea del pueblo— a los que se denominaban Panionias. Bajo la dominación del Imperio aqueménida, las actividades en el Panionio se vieron restringidas. Tucídides cuenta que a finales del siglo V a. C. los jonios celebraban su festival en Éfeso. Diodoro Sículo escribe que los jonios habían sido obligados a trasladar las Panionias desde el Panionio a Éfeso, debido a los combates en los alrededores. Bajo Alejandro Magno los juegos y el festival retornaron al Panionio, lo que se prolongó incluso durante la dominación romana, pero sin recuperar su antiguo esplendor.

## Ubicación
La ubicación del Panionio es facilitada por varios autores. Por ejemplo, Heródoto dice que «está en la fachada norte del monte Mícala», y Estrabón que está después del estrecho de Samos, cerca del monte Mícala, «en dirección a Éfeso ... a tres estadios del mar». Pero la posición exacta es todavía controvertida.

### Identificación
Una posible indicación de la posición del Panionio fue el descubrimiento de una inscripción en esta zona en 1673. Theodor Wiegand descubrió un yacimiento arqueológico a finales del siglo XIX, que fue excavado en 1958 por Kleiner, Hommel y Müller-Wiener. Está situado a 17 km al sur de Kuşadası, cerca de Güzelçamlı, sobre la pendiente norte del monte Mícala, en la cima de la colina baja, actualmente denominada Otomatik Tepe (colina de la ametralladora), frente al mar.
El yacimiento de Wiegand ha estado mucho tiempo identificado como el Panionio. Estaba cercado por un muro del témeno, del que se puede ver uno de los tres cimientos de la fundación, con la entrada al oeste. En el área central, se tiene la prueba de la existencia de una piedra rectangular de 17,5 m por 4,25 m, que se ha supuesto era el altar de Poseidón, datado a finales del siglo VI a. C. Al pie de la colina, a 50 m al suroeste del altar hay un pequeño teatro u odeón. De 32 m de diámetro, tiene 11 filas de asientos tallados en la roca, y se supone que era el Salón del Consejo para las reuniones de la Liga Jónica. Data del siglo IV a. C., cuando la Liga y las panionias resurgieron. Entre el santuario y la sala del consejo hay una gran excavación, cuyo uso cultual es desconocido. Fuentes antiguas mencionan sacrificios, pero ni el templo ni ninguna otra construcción han sido encontrados.
Ahora bien, desde 1900, el filólogo alemán Ulrich von Wilamowitz-Moellendorff indicó que el Panionio debería estar en conexión directa con los restos carios más antiguos.
En 2004, el arqueólogo alemán Hans Lohmann, de la Universidad de Bochum, al estudiar la península del monte Mícala, descubrió otro sitio arqueológico, a 750 m de altitud en las montañas. Lohmann supone que este yacimiento, coronando la mayor parte de Jonia, debe ser identificado con el Panionio por la simple razón de que se corresponde mejor con las fuentes escritas.
El equipo de Lohmann encontró las ruinas de una aldea caria montañesa fortificada. Se hallaron también los cimientos y los muros muy ruinosos de un templo más reciente de orden jónico del siglo VI a. C. Su longitud de alrededor de 30 m indica que se trata de un hecatompedon, es decir, de un templo de cien pies. Las primeras investigaciones muestran que fue construido hacia 540 a. C., y que más tarde, probablemente durante la invasión de los persas, fue destruido e incendiado.
El descubrimiento de este sitio permitió una clarificación de los restos encontrados cerca de la ciudad de Güzelçamlı, y durante mucho tiempo interpretados como el Panionio. Según Diodoro, se quiso trasladar el santuario ulteriormente. Lohmann pudo entonces confirmar esta indicación, pero el templo y el altar nunca pudieron ser acabados. El plan de restaurar el Jonismo hacia los siglos IV-III a. C, fue aparentemente  abandonado.
En verano de 2005, el templo fue excavado más a fondo en colaboración con el museo de Aydın, en fase de excavación conservatoria: el vandalismo de los excavadores precisó poner a resguardo rápidamente los restos.